# First Hawaiian Bank

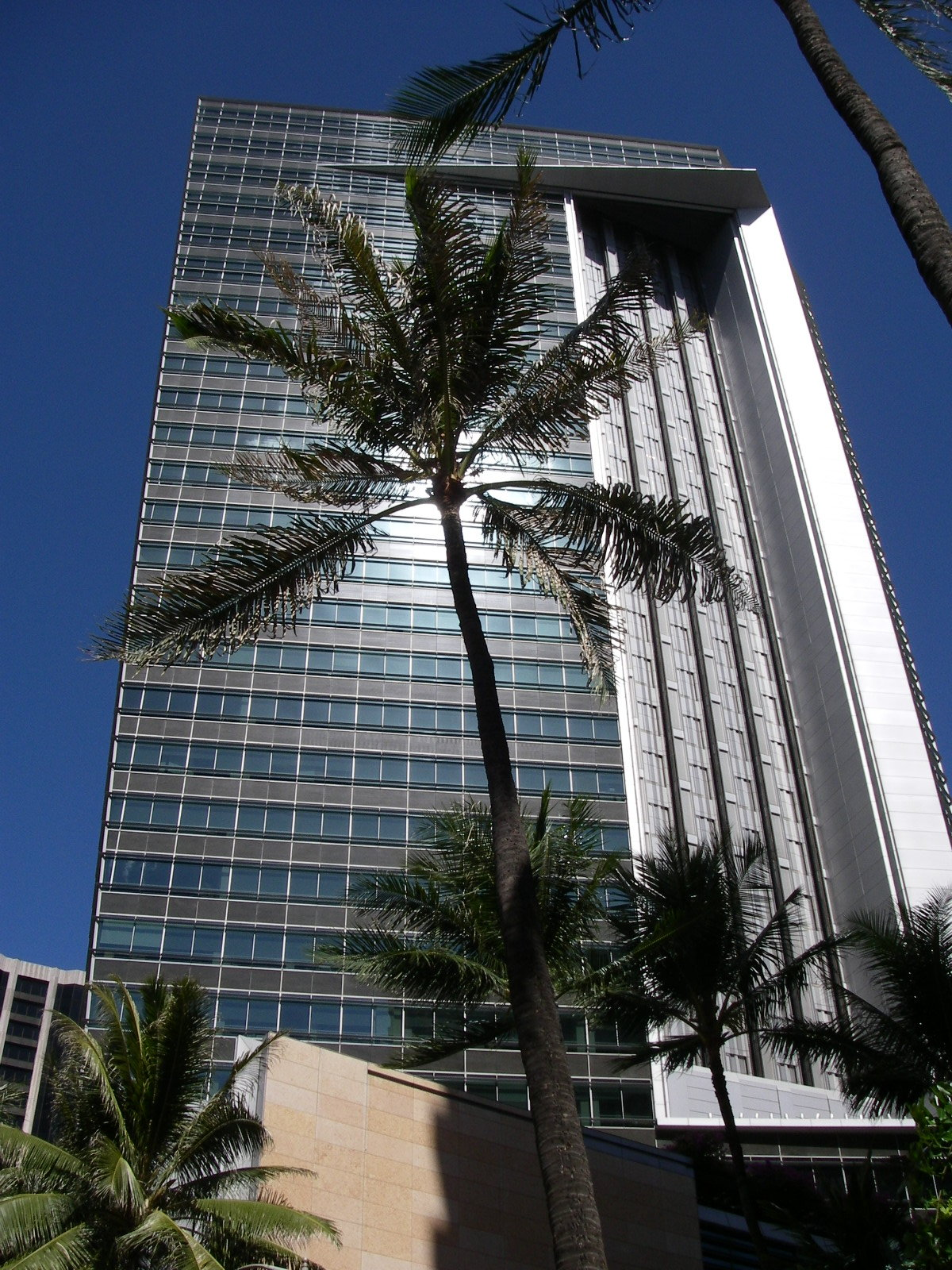
Hauptquartier der First Hawaiian Bank in Honolulu

Die First Hawaiian Bank ist das älteste und größte Finanzinstitut von Hawaii. Sie verfügt über 57 Filialen im US-Bundesstaat Hawaii, drei auf Guam sowie zwei auf Saipan und beschäftigt 2100 Mitarbeiter.

## Geschichte
Am 17. August 1858 eröffneten Charles R. Bishop und William A. Aldrich im Königreich Hawaii das Bankgeschäft Bishop & Co., um für die aufstrebende Walfang-Industrie umfassendere Bankdienste anzubieten, als die vorhandenen Handelsgeschäfte. Sie starteten ihre Dienste in einem Kellerraum des Makee & Anthon’s-Gebäudes in der Kaahumanu Street in Honolulu. Zu jener Zeit bestand das Zentrum der Stadt aus ein- bis zweigeschossigen Gebäuden im Western-Stil, umgeben von strohgedeckten Häusern. 20 Jahren später zogen die Bankgründer aus dem Kellerbüro in ihr erstes eigenes Gebäude, einen zweigeschossigen Bau an der Ecke Merchant und Kaahumanu Street. Durch die zunehmende Zuckerrohr- und Ananasindustrie gegen Ende des 19. Jahrhunderts stiegen die Geschäfte stark an. 1895 verkaufte Charles Bishop die Bank an Samuel M. Damon.
1919 wurde sie in eine Corporation umgewandelt, ein Jahr später expandierte die Bank of Bishop & Co., Ltd. mit dem Kauf der Bank of Honolulu und verfügte damit über Einlagen von 17,1 Millionen US-Dollar. In den folgenden Jahren eröffnete sie Filialen auf den Nachbarinseln. 1925 zog das Hauptquartier erneut in ein 750.000-US-Dollar-Gebäude an der King Street Ecke Bishop Street um. 1929 erfolgte eine Fusion mit der First National Bank of Hawaii und weiteren Bankinstituten.

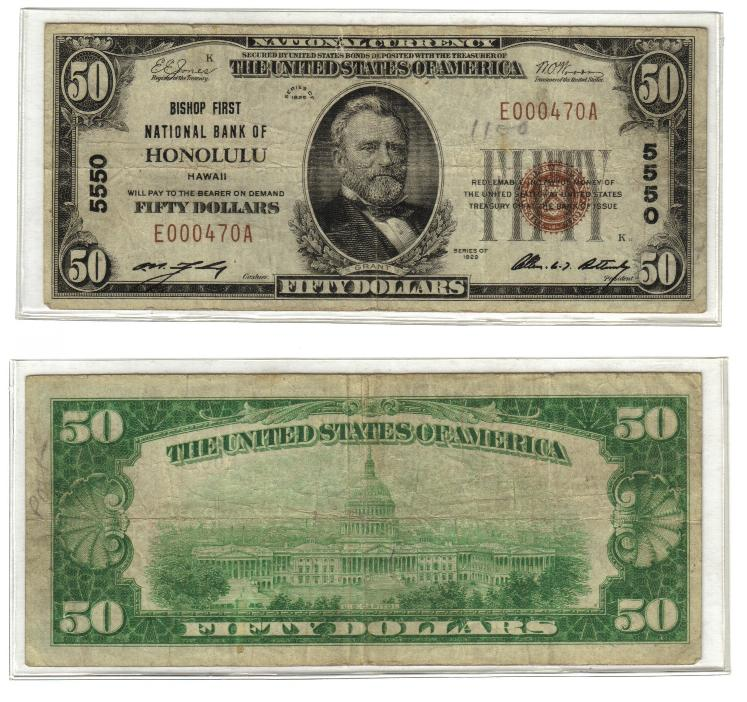
50-Dollar-Note, ausgegeben von der Bishop First National Bank 1929

1962 zog sie in den ersten Wolkenkratzer von Hawaii. Das 18-stöckige Hochhaus war das erste Gebäude im Stadtzentrum, das höher war als der Aloha Tower. Die sich nun First National Bank of Hawaii nennende Bank wies Aktiva von 340 Millionen US-Dollar auf und verfügte über 34 Filialen. 1969 nahm sie schließlich den Namen First Hawaiian Bank an. Mit dem in den 1960er Jahren beginnenden Tourismusboom wuchsen auch die Bankgeschäfte. 1970 erreichten die Einlagen 500 Millionen US-Dollar, 1976 bereits eine Milliarde, 1982 zwei Milliarden. In den 1990er Jahren erwarb sie weitere Konkurrenten des Bankwesens. 1994 wurde der 1962 gebaute Wolkenkratzer durch eine kontrollierte Explosion abgerissen und an dessen Stelle 1996 das First Hawaiian Center eröffnet, mit 131 m Höhe das höchste Gebäude von Hawaii.
2001 wurde sie von einer Tochtergesellschaft der BNP Paribas übernommen. 2016 erfolgte der Börsengang der First Hawaiian Inc., der 3,38 Milliarden US-Dollar einbrachte und FHI zum größten öffentlich gehandelten Unternehmen von Hawaii machte. Seit 2019 ist sie wieder ein unabhängiges Unternehmen, nachdem BNP Paribas ihre Anteile verkauft hatte. Mit Aktiva von 20,17 Milliarden US-Dollar und Einlagen von 16,47 Milliarden US-Dollar (Stand: Januar 2020) ist die First Hawaiian Bank die größte Bank von Hawaii.